# 닉 미네라스

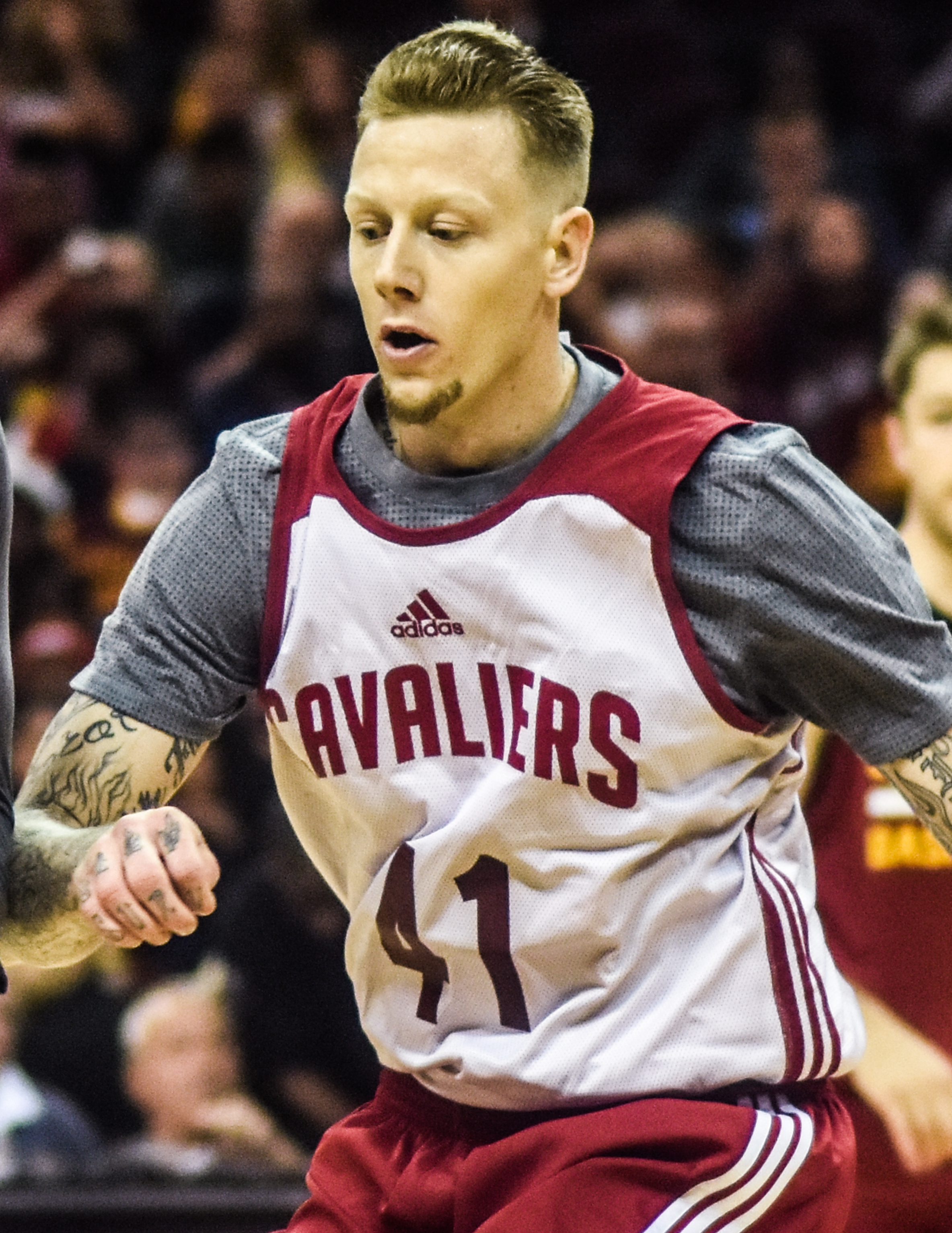
2015년 클리블랜드 카발리어스에서 뛰는 모습

닉 미네라스(Nick Minnerath, 본명: Nicolas Lake Scott Minnerath, 1988년 8월 11일 ~ )는 UAE 내셔널 농구 리그(National Basketball League)의 샤바브 알 알리(Shabab Al Ahli) 소속 미국 프로 농구 선수이다. 잭슨 커뮤니티 칼리지(Jackson Community College)와 디트로이트 대학교 머시(University of Detroit Mercy)에서 대학 농구를 했다.

## 고등학교 경력
미네라스는 매사추세츠주 노스이스트햄에 있는 너셋(Nauset) 지역 고등학교에 다녔다. 주니어 시절에 간신히 뛰었던 그는 고학년이 된 지 단 두 경기 만에 다리가 부러져 남은 시즌을 놓쳤다.

## 프로 경력

### 레오네스 데 폰세 (2019년부터)
2019년 1월 12일 미네라스는 레오네스 데 폰세 [발론세스토 슈피리어 내셔널](BSN)과 계약한 것으로 알려졌다. 미네라스는 BSN의 첫 번째 팀 올스타였다. 또한 경기당 평균 21.9득점으로 리그 득점 선두를 차지했다. 2019년 7월 16일 그는 KBL(한국 농구 연맹)의 서울 삼성 썬더스와 공식 계약을 맺었다.

### 서울 삼성 썬더스(2019~2020)
미네라스는 지난 2019년 7월 16일 한국 농구 리그(KBL)의 서울 삼성 썬더스와 계약했다. 빠르게 경쟁 리그에서 최고의 신인 선수 중 한 명이 되었다. 미네라스는 경기당 평균 21득점과 6리바운드로 팀을 이끌었다. 리그에서 득점 2위를 기록했다. 전 세계적으로 유행하는 코로나19로 인해 리그가 약 한 달 일찍 종료되었다. 미네라스는 모든 팀이 43경기를 치렀다. 몇 차례 금주의 선수로 선정되었으며 4라운드(10경기의 마지막 라운드)에서 상위 5위 선수로 선정되었다. 미네라스는 2점 플로어에서 61%, 라인에서 84%의 슛을 날렸다. 시즌을 마무리하지 못해 올해는 플레이오프도 없었다. 다른 모든 농구와 마찬가지로 한국도 시즌을 마치지 못했다. 한국은 대부분의 리그에 비해 정규시즌 경기를 대부분 치를 수 있었다. 미네라스는 그에게 새로운 나라 한국에서 또 다른 멋진 한 해를 보냈다. 다시 한번 그는 게임에서 가장 뛰어난 공격수 중 한 명임을 보여준다. 한국리그는 2020년 3월 27일 시즌을 종료했다.

### 서울 SK 나이츠 (2020-2021)
미네라스는 2020년 6월 8일 한국농구연맹(KBL) 서울 SK 나이츠와 계약했다. 경기당 평균 13.4득점, 4.3리바운드를 기록했다. 미네라스는 분당 득점(PPM)으로 한국 농구 리그 1위를 차지했다. 분당 평균 .9득점(15.0분 경기에 13.4득점)을 기록하며 리그 1위를 차지했다.